# Mesoraca
Mesoraca es una localidad italiana de la provincia de Crotona, región de Calabria, con 6.852 habitantes.

## Evolución demográfica
| Gráfica de evolución demográfica de Mesoraca entre 1861 y 2001 |
|                                                                |
| Fuente ISTAT - Elaboración gráfica por parte de Wikipedia      |